# Perilampella pulchra
Perilampella pulchra is een vliesvleugelig insect uit de familie Pteromalidae. De wetenschappelijke naam is voor het eerst geldig gepubliceerd in 1929 door Girault.